# شیخ مکان
شیخ مکان، روستایی از توابع بخش مرکزی شهرستان دره‌شهر در استان ایلام ایران است. در نزدیکی این روستا که کنار دره‌ای واقع شده سیستم دفاعی مهمی از زمان ساسانیان و یک ساختمان قدیمی برای آبرسانی وجود دارد. زبان مردم این روستا لری و مذهب آنها شیعه می‌باشد. 

## جمعیت
این روستا در دهستان ارمو قرار دارد و براساس سرشماری مرکز آمار ایران در سال ۱۳۸۵، جمعیت آن ۸۰۰ نفر (۱۵۴خانوار) بوده‌است.